# Amal (Sprache)

Sepik-Sprachen, Amal gehört zu den Unter-Sepik-Sprachen (blau)

Amal ist eine Sprache, die an der Grenze zwischen den Provinzen Sandaun und East Sepik in Papua-Neuguinea entlang des Flusses Wagana nahe dem Zusammenfluss mit dem 
Bach Wanibe gesprochen wird. Laut Ethnologue ist Amal eine Sepik-Sprache, die mit Iwam verwandt ist. Laut dem Linguisten William Foley ist Amal eng mit Kalau verwandt.